# Hiob (Getcha)
Hiob, imię świeckie Igor Władimirowicz Getcha (ur. 31 stycznia 1974 w Montrealu) – kanadyjski duchowny prawosławny pochodzenia ukraińskiego, w latach 2013–2015 zwierzchnik Zachodnioeuropejskiego Egzarchatu Parafii Rosyjskich.

## Życiorys
Urodził się w Kanadzie w prawosławnej rodzinie o ukraińskich korzeniach. Jego macierzystą jurysdykcją był Ukraiński Kościół Prawosławny Kanady. Wykształcenie teologiczne uzyskał w Instytucie św. Andrzeja w Winnipeg oraz na Uniwersytecie Manitoby. 28 września 1996 złożył śluby mnisze w riasofor, zaś 29 września 1996 został wyświęcony na hierodiakona. Następnie przeniósł się na stałe do Francji i 27 maja 1998 złożył wieczyste śluby mnisze w monasterze św. Antoniego Wielkiego w Saint-Laurent-en-Royans.
W 2003 przeszedł formalnie w jurysdykcję Zachodnioeuropejskiego Egzarchatu Parafii Rosyjskich (obie administratury są autonomicznymi strukturami podlegającym Patriarchatowi Konstantynopolitańskiemu). 20 czerwca tego samego roku został wyświęcony na hieromnicha. Ukończył studia w Instytucie św. Sergiusza z Radoneża w Paryżu, w 2003 obronił dysertację doktorską poświęconą reformie liturgicznej metropolity kijowskiego Cypriana. Służył w cerkwi św. Sergiusza z Radoneża w Paryżu, następnie od 2003 do 2004 był dziekanem parafii egzarchatu w Hiszpanii. Zasiadał w kolegium redakcyjnym oficjalnego organu prasowego egzarchatu obu jego wersji: francusko- i rosyjskojęzycznej. 9 stycznia 2004 został mianowany ihumenem, zaś 18 lipca 2004 – archimandrytą. W tym samym roku zasiadł w radzie eparchialnej Egzarchatu oraz w komisji ds. relacji z Patriarchatem Moskiewskim. W latach 2005–2007 był dziekanem Instytutu św. Sergiusza.
Wykładowca Instytutu św. Sergiusza z Radoneża w Paryżu, Instytutu Katolickiego w Paryżu oraz Centrum Prawosławnego w Chambésy, uczestnik dialogu ekumenicznego z Kościołem katolickim. W 2006 zasiadał w Komitecie Centralnym Światowej Rady Kościołów.
1 listopada 2013 został wybrany na wakujący urząd egzarchy zachodnioeuropejskiego. Nominację zjazdu duchowieństwa i świeckich egzarchatu potwierdził patriarcha Konstantynopola, zapowiadając także nadanie egzarsze tytułu arcybiskupa Telmessos. Jego chirotonia biskupia odbyła się 30 listopada w Stambule pod przewodnictwem patriarchy Bartłomieja.
W listopadzie 2015 Święty Synod Patriarchatu Konstantynopolitańskiego postanowił odsunąć go od zarządzania Egzarchatem Zachodnioeuropejskim. Przyczyną tej decyzji były liczne konflikty arcybiskupa z duchownymi egzarchatu oraz z wykładowcami Instytutu św. Sergiusza z Radoneża w Paryżu, którzy z powodu braku porozumienia z hierarchą zawiesili w 2015 prowadzenie zajęć w instytucie. Arcybiskup Hiob zachował dotychczasowy tytuł i został oficjalnym przedstawicielem Patriarchatu Konstantynopolitańskiego przy Światowej Radzie Kościołów.
W czerwcu 2016 r. uczestniczył w Soborze Wszechprawosławnym na Krecie.